# Ла-Гранд-Рези
Ла-Гранд-Рези́ (фр. La Grande-Résie) — коммуна во Франции, находится в регионе Франш-Конте. Департамент — Верхняя Сона. Входит в состав кантона Пем. Округ коммуны — Везуль.
Код INSEE коммуны — 70443.

## География
Коммуна расположена приблизительно в 300 км к юго-востоку от Парижа, в 36 км западнее Безансона, в 55 км к юго-западу от Везуля.
По территории коммуны протекает река Рези (фр. Résie).

## Население
Население коммуны на 2010 год составляло 84 человека.
| 1962 | 1968 | 1975 | 1982 | 1990 | 1999 | 2010 |
| ---- | ---- | ---- | ---- | ---- | ---- | ---- |
| 105  | 93   | 85   | 87   | 92   | 90   | 84   |

## Администрация
| Период | Период | Фамилия                    | Партия | Примечания |
| ------ | ------ | -------------------------- | ------ | ---------- |
| 2001   | 2006   | Филипп де Сант-Мари д’Аньо |        | врач       |
| 2006   | 2014   | Мариз Кольяр               |        | профессор  |

## Экономика

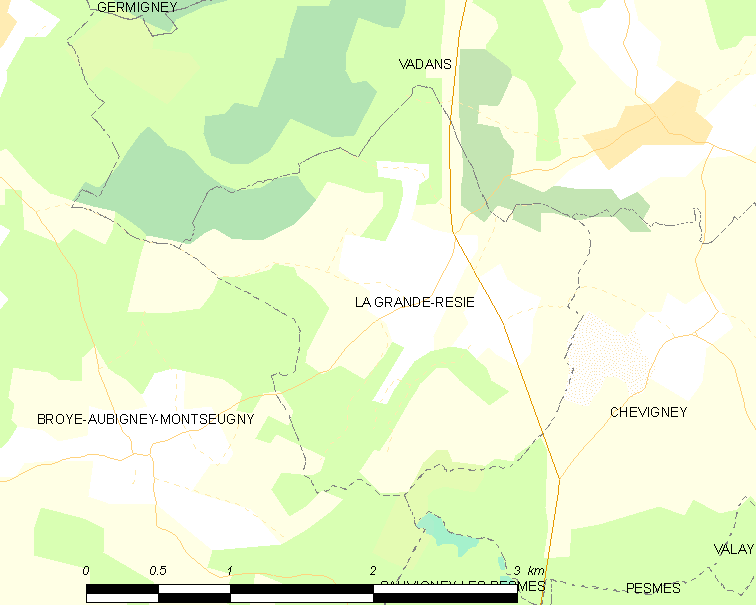
Карта коммуны

В 2010 году среди 52 человек трудоспособного возраста (15—64 лет) 38 были экономически активными, 14 — неактивными (показатель активности — 73,1 %, в 1999 году было 66,7 %). Из 38 активных жителей работали 36 человек (24 мужчины и 12 женщин), безработными было 2 (1 мужчина и 1 женщина). Среди 14 неактивных 3 человека были учениками или студентами, 3 — пенсионерами, 8 были неактивными по другим причинам.